# Grant (hrabstwo Monroe)
Grant – miasto w Stanach Zjednoczonych, w stanie Wisconsin, w hrabstwie Monroe.